# Ctenoplectra elsei
Ctenoplectra elsei är en biart som beskrevs av Engel 2007. Ctenoplectra elsei ingår i släktet Ctenoplectra och familjen långtungebin. Inga underarter finns listade i Catalogue of Life.